# Mikefalva község
Mikefalva község (románul: Comuna Mica) község Maros megyében, Romániában. Központja Mikefalva, beosztott falvai Abosfalva, Désfalva, Felsőkápolna, Harangláb, Somostelke, Szászcsávás.

## Népessége
A 2011-es népszámlálás adatai alapján a község népessége 4539 fő volt.